# Vittoriosa Stars FC
El Vittoriosa Stars FC es un equipo de fútbol de Malta que juega en la Primera División de Malta, la segunda liga de fútbol más importante del país.

## Historia
Fue fundado en el año 1906 en la ciudad de Vittoriosa y fue el primer equipo fundado de Malta en el siglo XX. El club tiene cierta conexión con Malta debido a que el primer partido oficial de la Selección Nacional ante Austria lo jugaron con el uniforme del Vittoriosa Stars FC, e inclusive fueron el club que utilizó la Asociación de Fútbol de Malta para que su selección sub-21 estuviera activa durante la temporada y se prepararan mejor para los torneos europeos.

## Encuentros ante Soldados del Reino Unido
También registran encuentros ante los militares del Reino Unido durante la ocupación de Gran Bretaña en Malta, los cuales fueron:
1907-1908	Vittoriosa Melita f.c vs. 	Royal Engineers 1892	7 – 2	Floriana Ground
11.04.1908	Vittoriosa Melita f.c vs.	Royal Garrison Artillery 1 – 3	Ricasoli Ground
29.09.1910	Vittoriosa Melita f.c vs.	Royal Army Medical Corps 2 - 4	Bighi Ground
01.02.1912	Vittoriosa Melita f.c vs	Scottish Rifles		3 – 1	Mile End Ground	
01.04.1912	Vittoriosa Melita	f.c vs.	Scottish Rifles 2nd Coy	1 – 1	Mile End Ground
01.04.1912	Vittoriosa Melita f.c vs.	Scottish Rifles		1 – 1 	Mile End Ground
25.01.1913	Vittoriosa Melita f.c vs.	West Yorkshire Regiment 1 – 0Mile End Ground
22.11.1913	Vittoriosa Melita f.c vs.	Royal Warwickshire Reg. 1895 0 – 2 Mile End Ground
19.03.1923	Vittoriosa United f.c vs.	Royal Garrison Artillery	5 – 6	Mile End Ground
01.10.1923	Vittoriosa Rovers f.c. vs.	East Lancs. Regiment 1923	0 – 2	
26.01.1924	Vittoriosa Rangers f.c vs.	Royal Garrison Artillery
19.04.1924	Vittoriosa Rovers f.c vs.	Gordon Highlanders 1921	0 – 0 Empire Sports Ground
22.04.1924	Vittoriosa Rovers f.c.vs.	Gordon Highlanders 1921	1 – 2 Empire Sports Ground
1924-1925	Vittoriosa Rovers f.c. vs.	1 East Lancs. Regiment	1 - 0
06.06.1925	Vittoriosa Rovers f.c. vs.	H.M Victualling Yard		Mile End Ground
21.01.1934	Vittoriosa United f.c.vs.	Cheshire Reg.1932 – 22nd Foot Reg.2 – 3 St.George’s Ground
25.03.1934	Vittoriosa United f.c vs. 	Cheshire Reg.1932 – 22nd Foot Reg.0 – 4 St.George’s Ground
01.11.1935	Vittoriosa Stars f.c. vs.	Duke of Wellington Regiment	0 - 3
08.10.1938	Vittoriosa Stars f.c. vs.	10 H.Battery Royal Artillery 5 – 4 	Tigne’ Ground
1938-1939	Vittoriosa Stars f.c. vs.	Ghajn Tuffieha Rifle Ranger	2 – 1
1938-1939	Vittoriosa Stars f.c. vs.	Royal Garrison Artillery 1882	5 – 4 Tigne’ Ground
1939-1940	Vittoriosa Stars f.c. vs.	Devonshire Regiment 1909 Details	3 – 2
1939-1940	Vittoriosa Stars f.c. vs.	Devonshire Regiment 1909	3 - 2
07.10.1939	Vittoriosa Stars f.c. vs.	Pick Army			2 – 2 Tigne’ Ground
15.10.1939	Vittoriosa Stars f.c. vs.	Pick Army			 Tigne’ Ground
01.01.1940	Vittoriosa Stars f.c. vs.	Royal Garrison Artillery 1882	2 – 2 Tigne’ Ground
Navy teams 
20.10.1910	Vittoriosa Melita f.c. vs	H.M.S Cornwallis 1904		0 – 1
19.11.1910	Vittoriosa Melita f.c. vs.	H.M.S Egmont 1904	0 – 0 Marsa Sports Ground
24.04.1911	Vittoriosa Melita f.c. vs.	H.M.S Exmouth 1903	2 – 0	National Ground
16.11.1922	Vittoriosa United f.c. vs.	H.M.S Ajax 1922		0 – 3 Empire Sports Ground
10.03.1923	Vittoriosa United f.c. vs.	H.M.S Concord 1921	1 – 2Marsa Sports Ground
20.10.1923	Vittoriosa Lions f.c. vs.	H.M.S Verity 1923	0 – 4 Empire Sports Ground
1924-1925	Vittoriosa Rovers f.c. vs.	H.M.S Eagle		3 – 1
1924-1925	Vittoriosa Rovers f.c. vs.	H.M. Victualling Yard f.c
15.11.1924	Vittoriosa Rovers f.c. vs	H.M.S Queen Elizabeth 1924 3 – 1 Mile End Ground
07.12.1924	Vittoriosa United f.c. vs.	H.M.S Barham 1900	0 – 3 Empire Sports Ground
09.03.1924	Vittoriosa Rovers f.c. vs.	H.M.S Egmont 1904	0 – 2 Empire Sports Ground
15.02.1925	Vittoriosa Rovers f.c. vs.	H.M.S Wanderer 1923	1 – 1 Empire Sports Ground
27.11.1932	Vittoriosa United f.c. vs.	H.M.S Resolution 1928	3 – 2	Mile End Ground
1934		Vittoriosa United f.c. vs.	H.M.S Centurion 1920	1 – 2
1934		Vittoriosa United f.c. vs.	H.M.S Glorious 1930-Engineering 	1 – 5
1934		Vittoriosa United f.c. vs.	H.M.S Glorious 1930-Engineering 	3 - 2 	
1934		Vittoriosa United f.c. vs.	H.M.S Searcher 1934		6 - 2	
1938		Vittoriosa Stars f.c. vs. 	H.M.S Icarus 1937		3 – 2
1938-1939	Vittoriosa Stars f.c. vs.	H.M.S Pangbourne 1937		2 – 3
1938-1939	Vittoriosa Stars f.c. vs.	H.M.S Pangbourne 1937		2 – 3
1938-1939	Vittoriosa Stars f.c. vs.	H.M.S Pangbourne 1937		2 – 3
27.11.1938	Vittoriosa Stars f.c. vs. 	H.M.S Maidenstone 1938		3 – 3
18.12.1938	Vittoriosa Stars f.c. vs.	Minesweepers XI 1926	1 – 3	Floriana Ground
Royal Air Force Teams 
27.02.1940	Vittoriosa Stars f.c. vs.	R.A.F Kalafrana		1 – 6 Kalafrana Ground

## Gerencia
- Presidente: Erskin Vella
- Vice Presidente(s): Joseph Scicluna
- Secretario: Lawrence Seychell
- Asistente del Secretario: Antonello Abela
- Tesorero: Jeffrey Grixti
- Asistente del Tesorero(s): Jonathan Vella
- Delegado en la MFA: Marlon Galea
- Comité Ejecutivo:
  - Joseph Formosa
  - Lawrence Mifsud
  - Roderick Privitelli
  - Joe Mifsud
  - Brian Busuttil
  - Steve Busuttil

## Entrenadores
- Winston Muscat (?-2011)[1]
- Joe Brincat (2011-2012)[2][3]
- Oliver Spiteri (2012-?)[3]
- Brian Spiteri (?-2014)[4]
- Robert Cassar (interino-2014)[4]
- Fausto Silipo (2014)[5][6]
- Arturo Di Napoli (2015-)[7]

## Palmarés
- Maltese National Amateur League: 1

2024/25